# Huize Karelstein
Huize Karelstein is een voormalige brouwerij in Mierlo. Het gebouw ligt aan de Hekelstraat op de kruising met de Dorpsstraat en Prelaat Brantenstraat. In 1832, bij het intekenen van het kadaster, was dit gebouw een brouwerij. In deze periode hebben de bierbrouwer Antonie Keunen en de burgemeester Joannes Theodorus Keunen in dit huis gewoond. Rond 1870 werd de brouwerij door J. L. Clercx verbouwd tot woonhuis. 